# Turmalina
Turmalina este o municipalitate din statul São Paulo din Brazilia. Populația în 2020 era de 1.696 de locuitori, iar suprafața este de 147,86 kilometri pătrați. Altitudinea este de 467 m.
Municipalitatea conține o parte din stația ecologică Acauã de 5.192 hectare (12.830 acri), o unitate de conservare complet protejată creată în 1974.